# Hermannia setosa
Hermannia setosa är en malvaväxtart som beskrevs av Schinz. Hermannia setosa ingår i släktet Hermannia och familjen malvaväxter. Inga underarter finns listade i Catalogue of Life.